# Guerra Anastasiana
La Guerra anastasiana o Guerra anastasia, que tuvo lugar entre 502 y 506, enfrentó a los imperios bizantino y sasánida. El sah Kavad I (r. 488-496; 499-531) posiblemente provocó la guerra, necesitado de recursos para saldar deudas con los heftalitas. Constituyó el primer enfrentamiento de importancia entre ambas potencias desde 440 y anticipó una larga serie de conflictos entre los dos imperios. Implicó numerosos combates, destacando el asedio de Amida. Aunque concluyó sin un vencedor claro, resultó en la reconstrucción de las fortalezas bizantinas de Edesa, Batna y Amida, y en la edificación de una fortaleza en Dara, que, además de convertirse en un puesto clave bizantino durante el siglo VI, originó nuevos enfrentamientos entre ambas potencias.

## Antecedentes
Diversos factores contribuyeron al final del período más largo de paz entre los bizantinos y los sasánidas. El sah Kavad I (r. 488-496; 499-531), tras recuperar el trono en 498 con ayuda de los heftalitas, requería fondos para pagarles. Además, para agravar la crisis, los cambios en el curso del río Tigris en la Baja Mesopotamia causaron inundaciones y hambruna. Cuando el emperador bizantino Anastasio I Dicoro (r. 491-518) rehusó ayudarlo, Kavad intentó obtener el dinero por la fuerza.

## La guerra
Restaurado en el trono, Kavad reclutó a los rebeldes que lo habían enfrentado, y en agosto de 502 invadió el territorio bizantino. Capturó rápidamente Teodosiópolis, una ciudad sin guarnición ni fortificaciones, posiblemente con apoyo local. Luego, sitió Martirópolis y, durante el otoño e invierno de 502-503, la ciudad-fortaleza de Amida (actual Diyarbakır). Este asedio resultó más difícil de lo previsto y los defensores, sin refuerzos militares, repelieron los ataques persas durante tres meses antes de que finalmente los vencieran.
El año 503 estuvo marcado por muchas batallas sin un resultado decisivo. El oficial bizantino Patricio invadió la región de Arzanena, saqueó fuertes y capturó numerosos prisioneros. Ese mismo año, junto con Hipacio y un ejército de 40 000 hombres, marchó hacia Amida sin lograr recuperar la fortaleza. Mientras los bizantinos sitiaban la ciudad, el oficial Areobindo repelió una incursión persa desde Satala.. Por su parte, Kavad, al frente de un gran ejército, atacó Osroena y sitió Edesa. Aunque no tomó esta ciudad, derrotó a las tropas bizantinas y las obligó a retroceder a través del Éufrates hasta Samósata.
El año 504 marcó un cambio para los bizantinos. En primavera, bajo el mando de Flavio Celer, invadieron territorio persa, recuperaron varias ciudades y obtuvieron un importante botín. En verano, Areobindo lideró una incursión en Arzanena, devastando gran parte de los alrededores de Amida. Al mismo tiempo, Patricio, después de interceptar suministros y derrotar refuerzos persas destinados a Amida, inició otro asedio a la fortaleza. Aunque nuevamente no pudieron recuperar Amida, debido a una incursión en Armenia por parte de los hunos del Cáucaso, en invierno ambas partes acordaron un armisticio. En 505, bizantinos y persas reanudaron las hostilidades, pero el acontecimiento más significativo de este año fue que Flavio Cele entregó 453 kilogramos de oro para recuperar Amida.
Las negociaciones entre ambas potencias estuvieron marcadas por una profunda desconfianza. En 506, los bizantinos, sospecharon una traición y arrestaron a los funcionarios persas, quienes, tras su liberación, optaron por permanecer en Nisibis. En noviembre de ese año, ambas partes firmaron un tratado, aunque los términos exactos permanecen desconocidos. Procopio de Cesarea señala que la paz duró siete años, y probablemente, incluyó algún pago a los persas.

## Conclusión

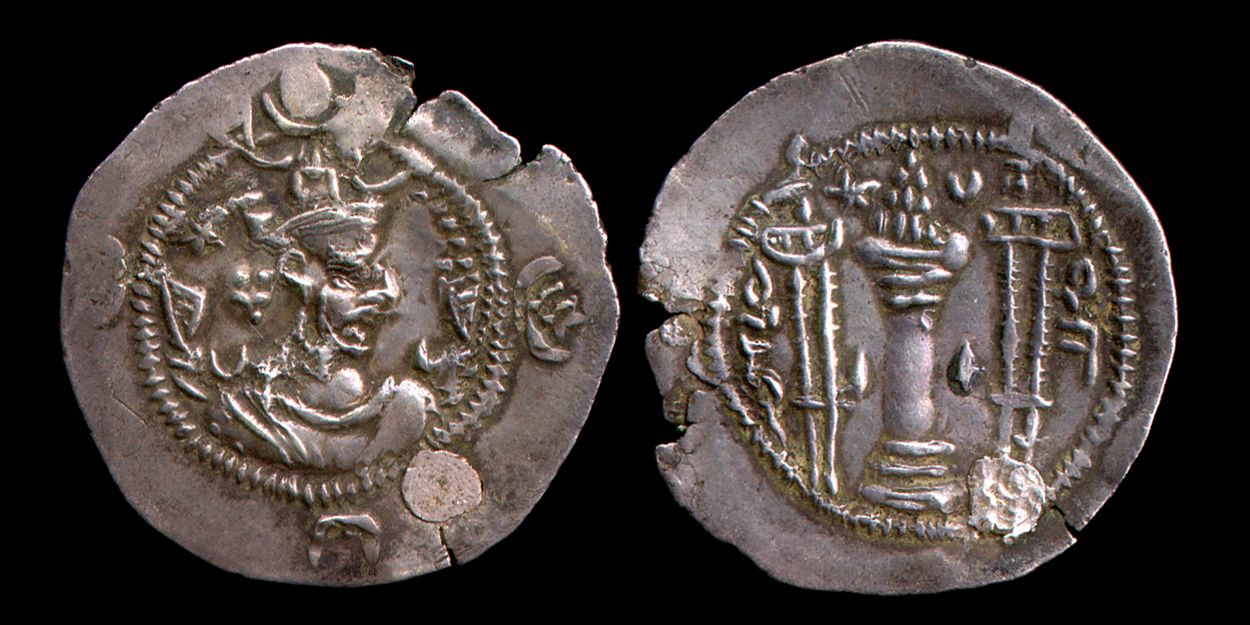
Dracma de Kavad I

Los generales romanos atribuyeron sus dificultades en la guerra a la falta de una base militar importante cerca de la frontera, un rol que Nisibis cumplía para los persas y que, hasta la cesión de 363, cumplía la misma función para el Imperio romano. En 505, Anastasio ordenó construir la gran ciudad fortificada de Dara y restaurar las fortificaciones de Edesa, Batna (actual Suruç) y Amida.
Aunque durante el reinado de Anastasio no estallaron conflictos a gran escala, las tensiones persistieron, especialmente por la construcción de Dara. Este proyecto fortaleció la defensa del Imperio, pero también generó controversia con los persas, quienes argumentaron que violaba el tratado de 422, el cual prohibía nuevas fortalezas en la zona fronteriza. Sin embargo, Anastasio prosiguió con las obras y sobornó a Kavad con dinero. Los persas no lograron impedir la construcción, y los bizantinos completaron las murallas de Dara entre 507 y 508.